# Família 4mm de calibres
Este artigo lista os cartuchos de armas de fogo que têm calibres de diâmetro entre 4 milímetros (.160 polegadas) e 4,99 mm (.196 polegadas).

## Características
O conjunto de calibres de 4 mm são geralmente associados ao calibre .17 (nominal). Calibres nessa faixa são frequentemente utilizados em armas de defesa pessoal militares (PDWs), devido à compatibilidade e desempenho balístico intermediário e terminal privilegiados.

## Histórico
As origens do calibre .17 remontam à primeira metade do século XIX com as iniciativas e inventividade de Louis-Nicolas Flobert e seu .22 BB Cap (6 mm) do qual surgiu uma versão "wildcat" de 4,32 mm (.172 polegadas).
Esses subcalibres abaixo do calibre .22 chegaram aos Estados Unidos no início da década de 1920, e surgiram cartuchos nos calibres .12 e .14, no início da década de 1940 por iniciativas de Charles O'Neil, Elmer Keith e Don Hopkins.
O calibre .17 só voltou a ser estudado depois da Segunda Guerra Mundial por P.O. Ackley e seu grupo, quando foi criado o .17 Peewee, e anos mais tarde, na década de 1950, Ackley criou o .17 Hornet.
Todas as medidas estão em milímetros, seguidos de, entre parênteses, polegadas.

## Cartuchos de fogo circular
| Nome                        | Diâmetro do projétil | Tamanho do estojo | Diâmetro do aro | Diâmetro da base | Ombro       | Pescoço     | Tamanho total |
| --------------------------- | -------------------- | ----------------- | --------------- | ---------------- | ----------- | ----------- | ------------- |
| .17 Mach 2                  | 4,368 (.172)         | 18,14 (.714)      | 6,99 (.275)     | 5,74 (.226)      | 5,74 (.226) | 4,57 (.180) | 25,4 (1.0)    |
| .17 HMR                     | 4,368 (.172)         | 26,87 (1.058)     | 6,99 (.275)     | 5,74 (.226)      | 5,74 (.226) | 4,57 (.180) | 34,26 (1.349) |
| .17 PMC/Aguila              | 4,4 (.172)           | 15,0 (.591)       | 6,9 (.271)      | -                | -           | -           | 25            |
| .17 Winchester Super Magnum | 4,4 (.172)           | 30,5 (1.200)      | -               | -                | -           | -           | -             |
| 4,5×26mm MKR                | 4,5 (.177)           | -                 | -               | -                | -           | -           | -             |
| 4mm M20 (4×10 mm)           | 4,89 (.1925)         | 7,13 (.28)        | 5,69 (.224)     | 5,03 (0.198)     | -           | -           | 9,1 (0.358)   |

## Cartuchos de fogo central

### Cartuchos de pistola e armas de defesa pessoal
| Nome                 | Diâmetro do projétil | Tamanho do estojo | Diâmetro do aro | Diâmetro da base | Ombro        | Pescoço       | Tamanho total |
| -------------------- | -------------------- | ----------------- | --------------- | ---------------- | ------------ | ------------- | ------------- |
| 4,25 mm Liliput      | 4,242 (.167)         | 10,41 (.410)      | 5,029 (.198)    | 5,029 (.198)     | -            | 5,029 (.198)  | 14,22 (.560)  |
| 4,38×30mm Libra      | 4,28 (0.169)         | 30,10 (1.185)     | 7,65 (0.301)    | 7,56 (0.298)     | 6,88 (0.271) | 4,90 (0.193 ) | 41,00 (1.614) |
| 4,5×40mmR para SPP-1 | 4,5 (0.18)           | 40                | 8,29            | 7,53             | 6,75         | 5,11          | 144,25        |
| 4,6×30mm HK          | 4,65 (.183)          | 30,50 (1.201)     | 8,00 (.315)     | 8,02 (.316)      | 7,75 (.305)  | 5,31 (0.209)  | 38,50 (1.516) |

### Cartuchos de revólver
| Nome           | Diâmetro do projétil | Tamanho do estojo | Diâmetro do aro | Diâmetro da base | Ombro        | Pescoço      | Tamanho total |
| -------------- | -------------------- | ----------------- | --------------- | ---------------- | ------------ | ------------ | ------------- |
| .17 Bumble Bee | 4,368 (.172)         | 23,37 (.920)      | 10,36 (.408)    | 8,890 (.350)     | 8,636 (.340) | 4,547 (.197) | -             |

### Cartuchos de fuzil/carabina
| Nome                   | Diâmetro do projétil | Tamanho do estojo | Diâmetro do aro | Diâmetro da base | Ombro        | Pescoço      | Tamanho total  |
| ---------------------- | -------------------- | ----------------- | --------------- | ---------------- | ------------ | ------------ | -------------- |
| .17 Hornet             | 4,368 (.172)         | 35,6 (1.400)      | 8,9 (.350)      | 7,6 (.299)       | 7,3 (.288)   | 4,9 (.193)   | -              |
| .17 Mach IV            | 4,368 (.172)         | 35,6 (1.40)       | 9,6 (.378)      | 9,6 (.378)       | 9,2 (.361)   | 5,2 (.206)   | -              |
| .17 Remington          | 4,368 (.172)         | 45,62 (1.796)     | 9,601 (.378)    | 9,550 (.376)     | 9,042 (.356) | 5,055 (.199) | 55,118 (2.170) |
| .17 Remington Fireball | 4,368 (.172)         | 36,07 (1.420)     | 9,60 (.378)     | 9,57 (.3769)     | 9,33 (.3673) | 5,23 (.206)  | -              |
| .17 Ackley Bee         | 4,4 (.172)           | 34 (1.35)         | 10,4 (.408)     | 8,9 (.349)       | 8,5 (.334)   | 5,0 (.195)   | -              |
| 4,85×49mm              | 5,0 (.197)           | 48,9 (1.925)      | 9,6 (.376)      | 9,5 (.375)       | 9,0 (.353)   | 5,6 (.220)   | 62,4 (2.455)   |